# شرب (إشارة)

شكل موجة شرب خطية؛ موجة جيبية يزداد ترددها خطيًا بمرور الوقت

شِرب أو التغريدة (بالإنجليزية: Chirp) هي إشارة يزيد فيها التردد (شِرب تزايدي) أو يتناقص (شِرب تناقصي) مع مرور الوقت. تُستخدم بشكل شائع في أنظمة الرادار والليزر والسونار ، وبعض التطبيقات الأخرى، مثل «الاتصالات ذات الطيف المُنتشر». هذا النوع من الإشارة يحدث كظاهرة طبيعية بسبب التشتت (الاعتماد الغير خطي بين التردد وسرعة انتشار مكونات الموجة). وعادةً ما يُعوَّض عنها باستخدام مرشح مطابق، والذي يمكن أن يكون جزءًا من قناة الاتصال. استُخدمت إشارة الشِرب في الرادار والفضاء، وقد اعتمدت أيضًا في معايير الاتصالات. بالنسبة لتطبيقات رادار السيارات، يُطلق عليها عادةً اسم «موجة خطية مُضمنة تردديًا» (LFMW).
الاسم بالإنجليزية هو إشارة إلى صوت الطيور.

## التعريف
تُترجم التعريفات الأساسية هنا من الكميات الفيزيائية الشائعة وهي: الطور (Phase)، والسرعة (السرعة الزاوية angular velocity)، والتسارع (acceleration). تم تعريف الشكل الموجي على النحو التالي: {\displaystyle x(t)=\sin \left(\phi (t)\right)}
معادلة الِشرب (الرمز c ) يتم تعريفها على أنها معدل تغير التردد اللحظي مع مرور الوقت: {\displaystyle c(t)={\frac {\gamma (t)}{2\pi }}={\frac {df(t)}{dt}}}الوحداة هي: ثانية أس سالب 2 (s−2 ); وبالتالي، فهو مشابه لتسارع الدوران .

## الأنواع

### خطي

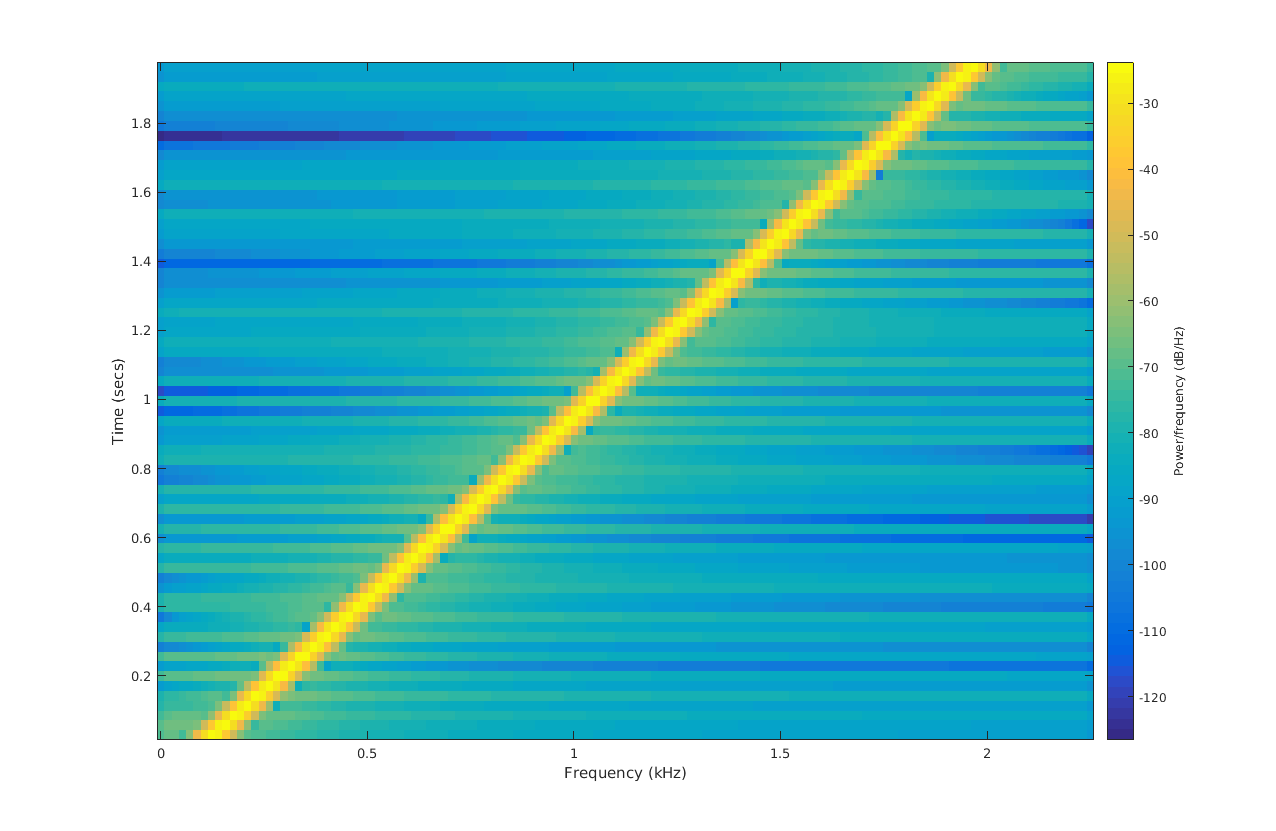
الرسم الطيفي للشِرب الخطي. (الوقت و التردد) يوضح المخطط الطيفي المعدل الخطي للتغير في التردد كدالة للوقت، في هذه الحالة من 0 إلى 7 كيلو هرتز، ويتكرر كل 2.3 ثانية. تتناسب شدة ألوان الرسم الطيفي مع محتوى الطاقة في الإشارة عند التردد والوقت المشار إليهما.

في الشِرب الخطي، التردد اللحظي {\displaystyle f(t)} يتغير خطيًا مع مرور الوقت: {\displaystyle f(t)=ct+f_{0},} حيث أن{\displaystyle f_{0}} هو تردد البداية (في الوقت {\displaystyle t=0} ) و {\displaystyle c} هو معدل الشِرب، المُفترض أنه ثابت: {\displaystyle c={\frac {f_{1}-f_{0}}{T}}={\frac {\Delta f}{\Delta t}}.}
{\displaystyle f_{1}} هو التردد النهائي و {\displaystyle T} هو الوقت الذي تستغرقه الإشارة من {\displaystyle f_{0}} ل {\displaystyle f_{1}}.

### المتسارع

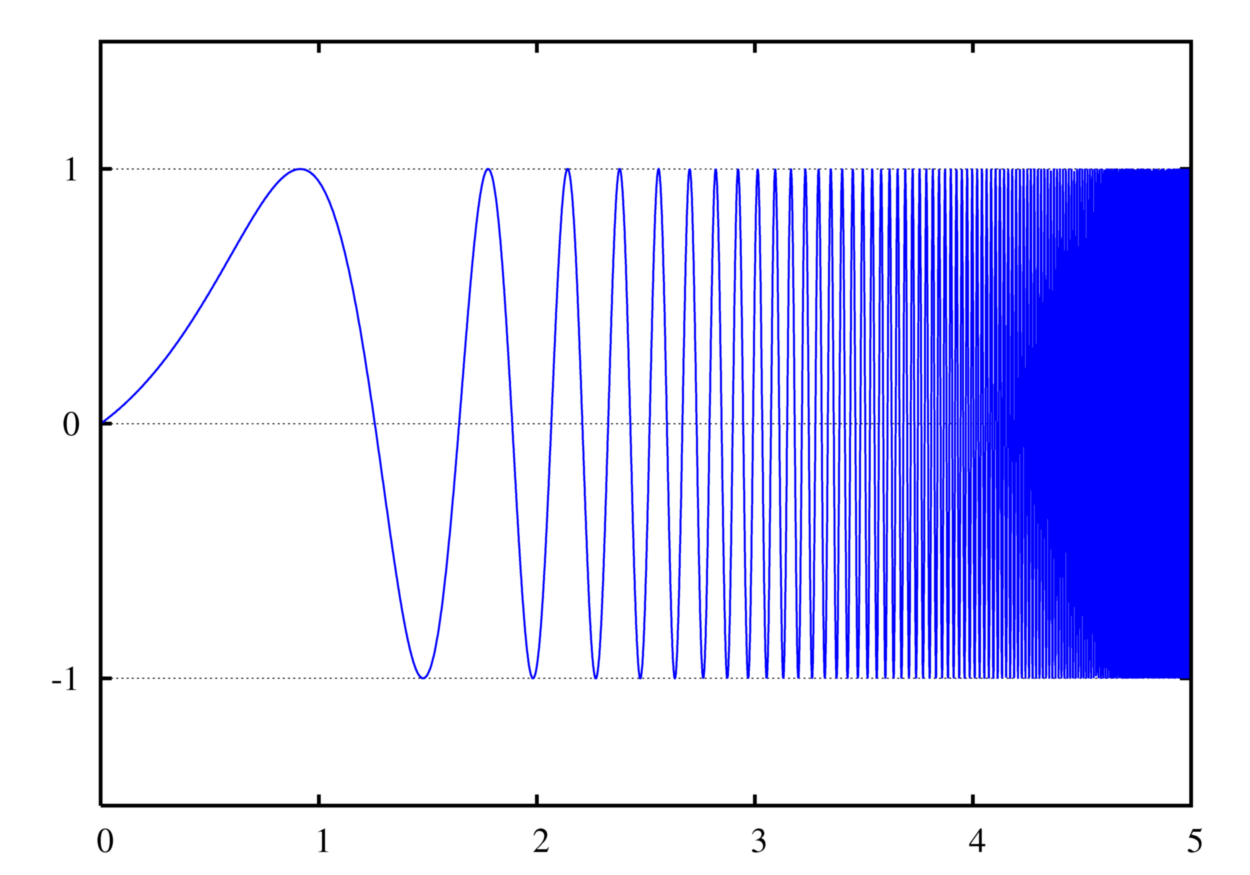
شكل موجة شِرب مُتسارعة (أسية). موجة جيبية يزداد ترددها بشكل كبير مع مرور الوقت.

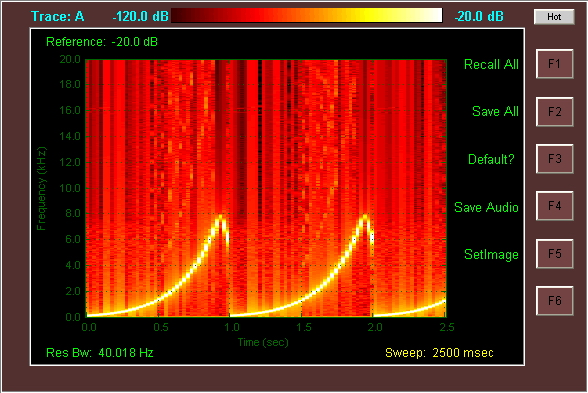
الرسم الطيفي للِشرب المُتسارع (الأسي). يظهر المعدل الأسي لتغير التردد كدالة للوقت، في هذه الحالة من 0 إلى 8 تقريبًا كيلو هرتز يتكرر كل ثانية. يظهر أيضًا في هذا الرسم الطيفي تراجع التردد إلى 6 كيلو هرتز بعد الذروة، من المحتمل أن يكون السبب هي طريقة توليد شكل الموجة، حيث إنها لا ترجع للصفر كالمفترض.

في الشِرب الأسي، يتغير تردد الإشارة بشكل أُسي كدالة للوقت: {\displaystyle f(t)=f_{0}k^{\frac {t}{T}}} حيث أن {\displaystyle f_{0}} هو تردد البداية (في {\displaystyle t=0} )، و {\displaystyle k} هو معدل التغير الأسي للتردد.
{\displaystyle k={\frac {f_{1}}{f_{0}}}}
حيث أن {\displaystyle f_{1}} هو تردد النهاية للإشارة (في {\displaystyle t=T} ).

### الزائدية
تُستخدم الشرب الزائدية في تطبيقات الرادار أيضًا، لأنها تُظهر أقصى استجابة للمرشح المطابق بعد تشويهها بتأثير دوبلر.

## التوليد
يمكن إنشاء إشارة الشِرب باستخدام الدوائر التناظرية عبر «مذبذب مُحكم بالجهد» (VCO)، وإستخدام جُهد تحكم تصاعدي خطي أو أسي. ويمكن أيضًا توليدها رقميًا بواسطة معالجات الإشارة الرقمية (DSP) والمحول الرقمي التناظري (DAC)، باستخدام مولد رقمي مباشر (DDS) ومن خلال تغيير الخطوة في المذبذب التي يُتحكم بها رقميًا.